# Xerife

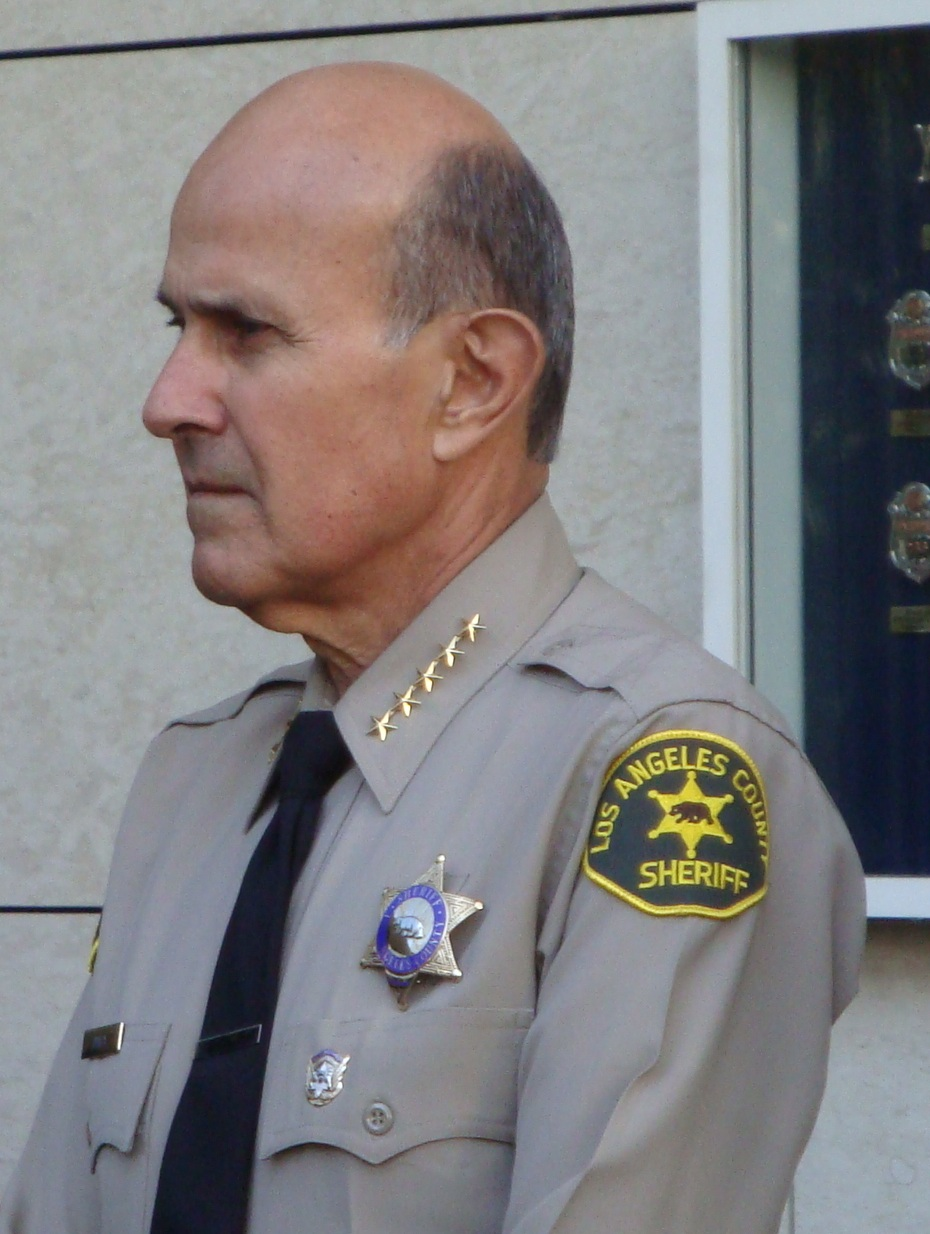
31.° Xerife do Departamento do Xerife do Condado de Los Angeles, Leroy David "Lee" Baca.

Xerife, aportuguesamento do termo inglês sheriff, é um oficial legal responsável por um condado. Na prática, a combinação específica de obrigações legais, políticas e cerimoniais de um xerife varia muito de país para país.
A palavra sheriff é uma contração do termo "shire reeve". Esse termo, do inglês antigo scīrgerefa, designava um oficial real responsável por manter a paz ("reeve") ao longo de um condado ou município em nome do rei. O termo foi preservado na Inglaterra, apesar da conquista normanda. A partir dos reinos anglo-saxões o termo se espalhou para vários outros países, num primeiro momento à Escócia, mais tarde para a Irlanda e os Estados Unidos.
Na maioria dos estados dos Estados Unidos, há um sheriff responsável pela aplicação da lei no condado, tanto em condados maiores, com mais de dez mil habitantes, quanto em condados menores, com menos de dez mil habitantes. O departamento do sheriff normalmente administra todas as forças policiais sob sua jurisdição, bem como presídios, podendo abranger a parte de segurança nos transportes, e também algumas execuções judiciais. No condado de Los Angeles, o Departamento do Xerife do Condado de Los Angeles tem jurisdição em quase todas as cidades do condado, exceto no município de Los Angeles, que tem sua própria polícia municipal (Los Angeles Police Department). 
Grosso modo, cumpre o papel de um secretário de segurança pública, porém no âmbito dos condados (há mais de três mil condados nos Estados Unidos), é eleito pelo povo. Freqüentemente, é policial com larga experiência, com mais de vinte anos de carreira policial, desde a base. O termo tornou-se popular devido ao gênero faroeste e a figura do "Xerife de Nottingham", tradicional inimigo do folclórico Robin Hood.